# Boscaler becllarg
El boscaler becllarg (Locustella major) és una espècie d'ocell de la família dels locustèl·lids (Locustellidae). Es troba a la zona muntanyosa a l'oest de la Xina, nord-oest de l'Índia i nord de Pakistan. Habita les praderies i matollars temperats i els matollars secs tropicals i subtropicals. Pateix la pèrdua d'hàbitat i seu estat de conservació es considera gairebé amenaçat.